# Darrell Thomas Utley
Darrell Thomas Utley (Californië, 3 oktober 1981) was een Amerikaanse jeugdacteur.

## Biografie
Utley was vooral bekend van zijn rol als Benjy Hawk in de televisieserie Days of our Lives, waarin hij speelde in 1988 t/m 1990. Utley is doof en deed al zijn teksten door middel van gebarentaal.
Utley acteerde van 1988 t/m 1998, wat hij hierna gedaan heeft is niet bekend.

## Prijzen
- 1989 Daytime Emmy Awards in de categorie Beste Jeugdige Mannelijke Acteur in een Drama Serie met de televisieserie Days of our Lives – genomineerd.
- 1989 Young Artist Awards in de categorie Beste Jonge Acteur in een Dagelijkse Drama Serie met de televisieserie Days of Our Lives – genomineerd.

## Filmografie

### Films
- 1994 Once in a Lifetime – als Andrew

### Televisieseries
- 1998 Pacific Blue – als Henry - 1 afl.
- 1992 Beverly Hills, 90210 – als Cameron Shaw – 3 afl.
- 1988 – 1990 Days of our Lives – als Benjy Hawk – 48 afl.
- 1988 Family Ties – als Josh Richards – 1 afl.